# Giuseppina Brambilla
Giuseppina Brambilla, també coneguda com a Giuseppa o Peppina Brambilla (Cassano d'Adda, 9 de maig de 1819 - Milà, abril de 1903), fou una contralt i una soprano italiana que, com les seves germanes Marietta i Teresa Brambilla, va cantar papers principals als teatres d'òpera més importants d'Itàlia, Espanya, França i Anglaterra.
Tot i que sovint es esmentada en obres de referència moderna com una contralt, va cantar també molts papers de soprano, incloent-hi el paper de Marie en La Fille du régiment de Donizetti i Abigaille en Nabucco de Verdi. Es va casar amb el tenor italià Corrado Miraglia el 1857 i es va retirar dels escenaris el 1862. La seva neta Teresina Brambilla també va ser cantant d'òpera.

## Vida i carrera professional
Giuseppina Brambilla va néixer a Cassano d'Adda, filla de Gerolamo Brambilla i Angela Columbo. Va ser la quarta de cinc germanes, totes elles cantants d'òpera: Marietta (1807-1875) va ser un contralt especialitzat en papers en travesti (papers d'home cantants per una dona); Teresa (1813-1895) va ser una soprano, que va estrenar el paper de Gilda de Rigoletto; Annetta (1812-?) i Lauretta (1823-1881), ambdues sopranos, van fer una carrera de menor importància, cantant sobretot als teatres d'òpera italians provincials.
La família es va traslladar a Milà el 1828. A la ciutat, Giuseppina esperava poder assistir al Conservatori on tant Marietta com Teresa ja havien estudiat. Tanmateix, no va passar l'audició, celebrada el 1833 (hi havia 3 places de 28 candidats disponibles) i va haver d'estudiar cantar per privat. La seva primera aparició pública va tenir lloc a Viena el 13 de maig de 1839, quan va cantar amb la seva germana Marietta en un concert que es va celebrar el dia del Sant del príncep Klemens von Metternich. Va debutar l'agost de 1840 al Teatre Riccardi de Bèrgam, interpretant, com a soprano, el paper de Sinaide de Mosè in Egitto de Rossini, paper que va reinterpretar l'octubre del mateix any al Teatro Grande de Trieste. Al mes següent va aparèixer al mateix teatre interpretant, amb veu de contralt, Maffio Orsini de Lucrezia Borgia de Donizetti, un paper que havia estat interpretat amb un gran èxit per la seva germana Marietta el 1833.
Actuà al Teatre Apollo de Roma, de nou com a Sinaide, el gener de 1841 i a l'abril debutà a La Scala de Milà amb el paper de Lisa de La sonnambula de Vincenzo Bellini. Més tard, durant la temporada a Milà, va interpretar el paper d'Elisa al Birichino di Parigi de Giuseppe Manusardi. Després va marxar cap a Espanya, on va ser la prima donna en diverses produccions a Barcelona des del novembre del 1841 fins al gener del 1845. Va debutar a Barcelona, al Teatre Principal, representant Lucrezia Borgia el 6 de novembre de 1841. El Diario de Barcelona es va ressò de la seva participació indicant el nom de Josefa Brambilla o Josefina Brambilla.
Després va cantar una temporada a València abans de tornar a Itàlia, i més tard a París i a Londres. En aquesta ciutat va debutar el juliol de 1846 al Her Majesty's Theatre, reprenent el paper de Maffio Orsini de Lucrezia Borgia. Va debutar a París l'octubre del mateix any interpretant Abigaille de Nabucco al Théâtre-Italien.
Al seu retorn a Itàlia, va cantar en diversos teatres provincials abans d'acceptar un contracte com a prima donna amb la companyia d'òpera italiana del teatre d'Odessa, on va ser particularment popular i va participar en diversos papers principals com a soprano de 1850 a 1851. La temporada 1852-1853 la va passar a Jassy, on va tornar a obtenir un bon èxit. Va tornar a Jassy a la temporada 1855 per aparèixer en altres quatre òperes, entre elles Il Trovatore, en què va cantar el paper de Leonora juntament amb el tenor italià Corrado Miraglia com a Manrico.
Giuseppe Verdi, a l'hora de concebre la seva obra Re Lear, que no va acabar, programada per a la temporada 1856-57 del Teatre San Carlo de Nàpols, va pensar en ella com l'únic intèrpret possible per al paper, pel seu talent com a cantant i com a actriu.
Giuseppina Brambilla es va casar amb Miraglia el 1857 i es va retirar dels escenaris cinc anys després. Les seves últimes aparicions van ser al Teatre Carlo Felice de Gènova, on va interpretar a Isabelle en Roberto le diable de Giacomo Meyerbeer, Delizia en Corrado d'Altamura de Federico Ricci i Amina en La sonnambula. El seu marit Corrado Miraglia va morir el 1881. La seva mort a Milà, als 84 anys, va se anunciada l'11 d'abril de 1903.

## Nota
El Diario de Barcelona de la dècada del 1830 es fa ressò de la participació de diverses Brambilla en òperes a la ciutat de Barcelona: Marietta, Mariana, Amalia Brambilla-Verger i Emiglia Brambilla. Amalia fou una soprano casada amb el tenor italià Giovanni Battista Verger, filla del compositor Paolo Brambilla, una família que sembla no estar emparentada amb la de Giuseppina Brambilla. Emiglia Brambilla fou germana d'Amalia. Respecte a Mariana, no hi prou referències com per poder indicar qui era, tret que no sigui Maria Anna, o sigui Annetta.
També es parla al Diario de Barcelona d'una altra germana, Anita Brambilla (Annetta), que també va cantar a Barcelona.